# Томбе (Болоња)
Томбе (итал. Tombe) је насеље у Италији у округу Болоња, региону Емилија-Ромања.
Према процени из 2011. у насељу је живело 80 становника. Насеље се налази на надморској висини од 10 м.